# Cynodonichthys glaucus
Cynodonichthys glaucus es un pez de agua dulce la familia de los rivulines en el orden de los ciprinodontiformes.

## Morfología
De cuerpo alargado, los machos pueden alcanzar los 5,5 cm de longitud máxima.

## Distribución geográfica
Se encuentran en ríos de América Central, en cuencas fluviales de la vertiente del océano Pacífico.

## Hábitat
Viven en pequeños cursos de agua entre 23 y 25°C, de comportamiento bentopelágico y no migrador. Se ha encontrado en arroyos y riachuelos entre 540 y 680 m de altitud, tolera las bajas temperaturas y las corrientes de baja velocidad a moderada, donde se alimenta de insectos terrestres y acuáticos.
No es un pez estacional. Es muy difícil de mantener cautivo en acuario.